# Тайхман, Ханс (дирижёр)
Ханс Тайхман (нем. Hans Teichmann; 1888 — 1961) — немецкий военный дирижёр и композитор.
В ходе Первой мировой войны возглавлял оркестр 91-го пехотного полка, демобилизовался в 1918 году. В 1935 году вновь поступил на военную службу и возглавил хор и оркестр батальона почётного караула люфтваффе. В 1938—1939 гг. в течение года во главе этого коллектива участвовал в Гражданской войне в Испании в составе немецкого Легиона «Кондор». Оркестр и хор Тайхмана принадлежали к числу крупнейших и лучших военно-музыкальных коллективов Третьего Рейха.
Наиболее известное сочинение Тайхмана — «Марш бомбардировщиков Легиона „Кондор“» (нем. Bombenflieger-Marsch der Legion Condor), слова обер-лейтенанта Эриха Шлехта. Этот марш вспоминает Илья Эренбург в очерке «В Германии»: «Север Каталонии был покрыт тряпьем, брошенными вещами, опрокинутыми повозками, и сотни тысяч женщин с детьми метались в агонии. Над ними спокойно летали немецкие летчики из легиона „Кондор“ и, расстреливая беззащитных, пели песенку, сочиненную обер-лейтенантом Эрихом Шлехтом: „Мы — немецкие легионеры, мы перелетаем через все границы и мы побеждаем“…»